# Бакланов, Виктор Петрович
Виктор Петрович Бакланов (15 декабря 1933, Краснодар — 25 апреля 2018) — советский спортсмен и тренер по современному пятиборью.

## Биография
Родился 15 декабря 1933 года в Краснодаре. Окончил ГЦОЛИФК (1957), тренер-преподаватель. Мастер спорта. Заслуженный тренер СССР (1980).
Начал заниматься спортом в 12 лет в Новороссийске (плавание). Был победителем первенства СССР в плавании на боку.
Поступил в Московский институт физической культуры. По его окончании в 1957 году был распределен в Краснодарскую Спортивную школу молодежи, где набрал первые группы спортсменов для занятий современным пятиборьем. Уже через два года на Кубани появился первый мастер спорта по современному пятиборью (Владимир Свистуненко), а в январе 1964 года была создана «Специализированная спортивная школа современного пятиборья». Виктором Петровичем подготовлены десятки спортсменов высокого уровня, в том числе заслуженный мастер спорта, олимпийский чемпион (1980) Евгений Липеев, мастера спорта международного класса Олег Шабельников, Валерий Андреев, Александр Карпенко и другие.
Женат. Супруга, Ираида Григорьевна, мастер спорта по плаванию.
У Виктора Петровича две дочки, два внука, две внучки, две правнучки и один правнук.